# Transit (Satellitensystem)

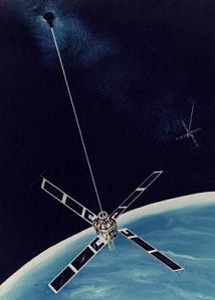
Transit-O-Satellit (operationelle Generation)

Transit war das erste Satellitennavigationssystem der Welt und Vorgänger des US-amerikanischen GPS.

## Funktion
Seine Sendefrequenzen lagen bei 150 und 400 MHz. Transit wurde ab 1958 von der US-Marine zunächst unter der Bezeichnung Navy Navigation Satellite System (NNSS oder NAVSAT) entwickelt, ab 1964 militärisch und ab 1967 auch zivil genutzt. Das Satellitensystem Transit ist seit dem 31. Dezember 1996 außer Betrieb.
Es war das erste funktionierende Satellitennavigationssystem überhaupt und wurde ursprünglich zur Zielführung ballistischer Raketen auf U-Booten und Flugzeugträgern der United States Navy entwickelt.
Die Genauigkeit betrug je nach Empfangssystem zwischen 500 und 15 m. In der Endphase des Betriebs bestand die Konstellation aus sechs Satelliten, drei in Funktion, und drei als Backup-System. Sie bewegten sich in einem polaren Satellitenorbit in einer Höhe von etwa 1200 km.

## Messprinzip
Die Satelliten sendeten ihre Ephemeriden und ein Zeitsignal. Die Relativbewegung zum Empfänger verursachte aufgrund des Dopplereffekts eine Frequenzverschiebung der Trägerfrequenz. Qualitativ nahm die Änderung mit Annäherung zu, und zwar umso schneller, je näher der Satellit den Empfänger passiert. Quantitativ änderte sich die Trägerfrequenz von 400 MHz um maximal ±9,8 kHz. Aus der übermittelten Zeit, der genauen Position der Satelliten und der Dopplerverschiebung ließ sich die eigene Position weltweit, auch an den Polen, ermitteln. Das Signal wurde zusätzlich beeinflusst durch:
- den Breitengrad des Empfängers (die Erdrotation ist am Äquator am größten).
- die Eigenbewegung des Empfängers.
- die Ionosphäre.

Für die Positionsberechnung war prinzipiell der Empfang der Signale von nur einem Satelliten ausreichend (statt mindestens vier wie bei GPS), aber es konnte bis zu 30 Minuten dauern, bis das Berechnungsergebnis vorlag. Außerdem war die Positionsberechnung nur zweidimensional (Geographische Länge und Breite), die Höhe konnte also nicht bestimmt werden.
Nach dem Prinzip von Transit arbeiten auch die Systeme Argos und DORIS.

## Satellitensystem

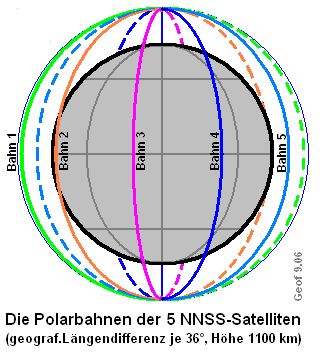
Bahnen der TRANSIT-NNSS-Satelliten

Vier Bodenstationen, betrieben von der Naval Astronautics Group (NAG) in Point Mugu (Kalifornien), führten die Satelliten und übermittelten Korrekturdaten alle zwölf Stunden. Die Transit-Satelliten umkreisten die Erde auf Polarbahnen in einer Höhe von rund 1200 km, die aber infolge leichter Bremsung durch die Hochatmosphäre etwas abnahm und z. T. korrigiert wurde. Die fünf bis sechs Bahnebenen waren gleichmäßig zueinander verschwenkt (bei 5 Ebenen alle 36°, siehe Bild).
Transit 4A, gestartet 1961, war das erste mit Nuklearenergie betriebene Raumfahrzeug, erstmals wurde ein Radioisotopengenerator (RTG) im Weltraum eingesetzt.
Transit 5BN-3 erreichte nach dem Start am 21. April 1964  seinen Orbit nicht. Beim Wiedereintritt verglühte der Satellit, das im RTG (Typ SNAP-9A) enthaltene Plutonium wurde in der Erdatmosphäre freigesetzt.

## Startliste
| Name                               | Startdatum         | Startort              | Orbit                    | Trägerrakete           | Bemerkungen                                                                 |
| ---------------------------------- | ------------------ | --------------------- | ------------------------ | ---------------------- | --------------------------------------------------------------------------- |
| Transit 1A                         | 17. September 1959 | Cape Canaveral LC-17A |                          | Thor-DM18 Able-2 (mod) | Fehlstart, Masse 119 kg                                                     |
| Transit 1B                         | 13. April 1960     | Cape Canaveral LC-17B | 373 km × 748 km, 51,28°  | Thor-DM21 Able-Star    | Masse 121 kg, zusammen mit Solrad Model                                     |
| Transit 2A                         | 22. Juni 1960      | Cape Canaveral LC-17B | 628 km × 1047 km, 66,69° | Thor-DM21 Able-Star    | Masse 101 kg, zusammen mit Solrad 1                                         |
| Transit 2B                         |                    |                       |                          |                        | nicht gestartet                                                             |
| Transit 3A                         | 30. November 1960  | Cape Canaveral LC-17B |                          | Thor-DM21 Able-Star    | Fehlstart mit Solrad 2, Masse 91 kg                                         |
| Transit 3B                         | 22. Februar 1961   | Cape Canaveral LC-17B | 150 km × 847 km, 28,36°  | Thor-DM21 Able-Star    | zusammen mit LOFTI 1 (Fehler bei Trennung)                                  |
| Transit 4A                         | 29. Juni 1961      | Cape Canaveral LC-17B | 881 km × 998 km, 66,81°  | Thor-DM21 Able-Star    | zusammen mit Injun 1, Solrad 3, Masse 79 kg, SNAP-3A Radioisotopengenerator |
| Transit 4B                         | 15. November 1961  | Cape Canaveral LC-17B | 956 km × 1106 km, 32,4°  | Thor-DM21 Able-Star    | zusammen mit TRAAC, Masse 86 kg, SNAP-3 Radioisotopengenerator              |
| Transit 5A-1                       | 19. Dezember 1962  | Vandenberg SLC-5      |                          | Scout-X3               | Ausfall nach einem Tag, Masse 61 kg                                         |
| Transit 5A-2                       | 05. April 1963     | Vandenberg SLC-5      |                          | Scout-X3               | Fehlstart                                                                   |
| Transit 5A-3                       | 16. Juni 1963      | Vandenberg SLC-5      |                          | Scout-X3               | Masse 55 kg                                                                 |
| Transit 5BN-1                      | 28. September 1963 | Vandenberg SLC-2E     |                          | Thor-DSV2A Able-Star   | zusammen mit Transit 5E-1, Masse 70 kg, SNAP-9A Radioisotopengenerator      |
| Transit 5BN-2                      | 05. Dezember 1963  | Vandenberg SLC-2E     |                          | Thor-DSV2A Able-Star   | zusammen mit Transit 5E-2, SNAP-9A Radioisotopengenerator                   |
| Transit 5BN-3                      | 21. April 1964     | Vandenberg SLC-2E     |                          | Thor-DSV2A Able-Star   | Fehlstart, mit Transit 5E-3, Masse 75 kg, SNAP-9A Radioisotopengenerator    |
| Transit 5C-1 (OPS 4412)            | 03. Juni 1964      | Vandenberg SLC-5      |                          | Scout-X4               | Masse 54 kg                                                                 |
| Transit 5C-2                       |                    |                       |                          |                        | nicht gestartet                                                             |
| Transit O-1 (NNS 30010, OPS 5798)  | 06. Oktober 1964   | Vandenberg SLC-2W     |                          | Thor-DSV2A Able-Star   | zusammen mit Dragsphere 1 und 2, Masse 60 kg                                |
| Transit O-2 (NNS 30020, OPS 6582)  | 13. Dezember 1964  | Vandenberg SLC-2W     |                          | Thor-DSV2A Able-Star   | zusammen mit Transit 5E-5                                                   |
| Transit O-3 (NNS 30030, OPS 7087)  | 11. März 1965      | Vandenberg SLC-2E     |                          | Thor-DSV2A Able-Star   | zusammen mit SECOR 2                                                        |
| Transit O-4 (NNS 30040, OPS 8480)  | 24. Juni 1965      | Vandenberg SLC-2E     |                          | Thor-DSV2A Able-Star   |                                                                             |
| Transit O-5 (NNS 30050, OPS 8464)  | 13. August 1965    | Vandenberg SLC-2E     |                          | Thor-DSV2A Able-Star   | zusammen mit Tempsat 1, Long Rod, Surcal 5, Calsphere 2, Dodecapole 2       |
| Transit O-6 (NNS 30060, OPS 1509)  | 22. Dezember 1965  | Vandenberg SLC-5      |                          | Scout-A                | Masse 60 kg                                                                 |
| Transit O-7 (NNS 30070, OPS 1593)  | 28. Januar 1966    | Vandenberg SLC-5      |                          | Scout-A                | Masse 50 kg, Ausfall nach einigen Wochen                                    |
| Transit O-8 (NNS 30080, OPS 1117)  | 26. März 1966      | Vandenberg SLC-5      |                          | Scout-A                | Masse 50 kg                                                                 |
| Transit O-9 (NNS 30090, OPS 0082)  | 19. Mai 1966       | Vandenberg SLC-5      |                          | Scout-A                |                                                                             |
| Transit O-10 (NNS 30100, OPS 2366) | 18. August 1966    | Vandenberg SLC-5      |                          | Scout-A                | Masse 58 kg                                                                 |
| Transit O-11 (NNS 30110)           |                    |                       |                          |                        | umgebaut zu Transat                                                         |
| Transit O-12 (NNS 30120, OPS 0100) | 14. April 1967     | Vandenberg SLC-5      |                          | Scout-A                | Masse 60 kg                                                                 |
| Transit O-13 (NNS 30130, OPS 7218) | 18. Mai 1967       | Vandenberg SLC-5      |                          | Scout-A                | Masse 60 kg                                                                 |
| Transit O-14 (NNS 30140, OPS 4947) | 25. September 1967 | Vandenberg SLC-5      |                          | Scout-A                | Masse 60 kg                                                                 |
| Transit O-15 (NNS 30150)           |                    |                       |                          |                        | umgebaut zu Wideband (P76-5)                                                |
| Transit O-16 (NNS 30160)           |                    |                       |                          |                        | umgebaut zu HILAT (P83-1)                                                   |
| Transit O-17 (NNS 30170)           |                    |                       |                          |                        | umgebaut zu Polar Bear (P87-1)                                              |
| Transit O-18 (NNS 30180, OPS 7034) | 02. März 1968      | Vandenberg SLC-5      |                          | Scout-A                |                                                                             |
| Transit O-19 (NNS 30190)           | 27. August 1970    | Vandenberg SLC-5      |                          | Scout-A                |                                                                             |
| Transit O-20 (NNS 30200)           | 30. Oktober 1973   | Vandenberg SLC-5      |                          | Scout-A1               | Masse 58 kg                                                                 |
| Transit O-21 (NNS 30210)           |                    |                       |                          |                        | nicht gestartet                                                             |
| Transit O-22 (NNS 30220)           |                    |                       |                          |                        | nicht gestartet, zerstört bei Bodenexperiment                               |
| Triad 1 (TIP-1)                    | 02. September 1972 | Vandenberg SLC-5      |                          | Scout-B1               | mit Radionuklidbatterie                                                     |
| Triad 2 (TIP-2)                    | 11. Oktober 1975   | Vandenberg SLC-5      |                          | Scout-D1               |                                                                             |
| Triad 3 (TIP-3)                    | 01. September 1976 | Vandenberg SLC-5      |                          | Scout-D1               |                                                                             |
| Transat (Transit O-11, NNS 30110)  | 27. Oktober 1977   | Vandenberg SLC-5      |                          | Scout-D1               |                                                                             |
| Transit O-23 (NNS 30230, SOOS 3A)  | 26. April 1988     | Vandenberg SLC-5      |                          | Scout-G1               | umbenannt zu NIMS 23                                                        |
| Transit O-24 (NNS 30240, SOOS 1A)  | 03. August 1985    | Vandenberg SLC-5      |                          | Scout-G1               | Masse 55 kg                                                                 |
| Transit O-25 (NNS 30250, SOOS 4A)  | 25. August 1988    | Vandenberg SLC-5      |                          | Scout-G1               | umbenannt zu NIMS 25                                                        |
| Transit O-26 (NNS 30260)           |                    |                       |                          |                        | nicht gestartet                                                             |
| Transit O-27 (NNS 30270, SOOS 2A)  | 16. September 1987 | Vandenberg SLC-5      |                          | Scout-G1               | umbenannt zu NIMS 27                                                        |
| Transit O-28 (NNS 30280)           |                    |                       |                          |                        | nicht gestartet                                                             |
| Transit O-29 (NNS 30290, SOOS 2B)  | 16. September 1987 | Vandenberg SLC-5      |                          | Scout-G1               | umbenannt zu NIMS 29                                                        |
| Transit O-30 (NNS 30300, SOOS 1B)  | 03. August 1985    | Vandenberg SLC-5      |                          | Scout-G1               |                                                                             |
| Transit O-31 (NNS 30310, SOOS 4B)  | 25. August 1988    | Vandenberg SLC-5      |                          | Scout-G1               | umbenannt zu NIMS 31, Masse 59 kg                                           |
| Transit O-32 (NNS 30320, SOOS 3B)  | 26. April 1988     | Vandenberg SLC-5      |                          | Scout-G1               | umbenannt zu NIMS 32, Masse 64 kg                                           |
| Nova 1 (NNS 30480)                 | 25. Mai 1981       | Vandenberg SLC-5      |                          | Scout-G1               | Masse 170 kg                                                                |
| Nova 2 (NNS 30490)                 | 16. Juni 1988      | Vandenberg SLC-5      |                          | Scout-G1               | Masse 174 kg, Pulse-Plasma-Triebwerke                                       |
| Nova 3 (NNS 30500)                 | 11. Oktober 1984   | Vandenberg SLC-5      |                          | Scout-G1               | Masse 165 kg, Pulse-Plasma-Triebwerke                                       |

Anm. Vier fettgedruckte Transit-Satelliten haben keine eigene Tabellenzeile, weil mitgestartet mit einem anderen Transit-Satelliten.